# Jan Mohn
Jan Mohn (ur. 4 marca 1898, zm. w 1945) – toruński działacz niepodległościowy podczas II wojny światowej.
Jan Mohn urodził się w 1898 roku w miejscowości Sztumskie Pole na Powiślu, jako syn Piotra - robotnika rolnego i Barbary z d. Trepiellewskiej. Ukończył szkołę powszechną; pracował jako robotnik rolny. W latach 1916–1918 przymusowo służył w armii pruskiej, a następnie przedostał się do armii generała Józefa Hallera, w której dosłużył  się rangi kaprala. W 1920 roku wraz z tą armią przybył na Pomorze i osiedlił się w Toruniu. Tu ożenił się z Marią Łowicką, z którą miał siedmiu synów i dwie córki. Rodzina mieszkała przy ulicy Stromej 11/13. Z powodu panującej w tym czasie fali bezrobocia Mohnowie cierpieli niedostatek. W latach 1920–1927 Mohn był stale bezrobotnym, pracował tylko dorywczo i sezonowo na budowach, a także przy wyładunku barek i wydobywaniu żwiru z Wisły. W 1937 otrzymał pracę woźnego w Pomorskim Urzędzie Wojewódzkim. Po wybuchu wojny II wojny światowej brał udział w kampanii wrześniowej. Podczas bitwy pod Kutnem dostał się do niewoli niemieckiej, z której został zwolniony w listopadzie 1939 roku. W tym samym roku (9 września) stracił jedenastoletniego wówczas syna, który został zabity przez Niemców. Pod koniec grudnia 1939 Mohn powrócił do Torunia, gdzie od 1940 roku pracował przy odbudowie toruńskiego mostu drogowego, wysadzonego w pierwszych dniach września 1939 roku przez wojsko polskie. Wpisany na niemiecką listę narodowościową — DVL (Deutsche Volksliste), został skierowany do pracy jako palacz c.o. w I Rewirze Policyjnym przy Wałach Gen. Sikorskiego (wówczas: Adolf Hitlerstrasse). O zatrudnieniu tym zadecydowała jego znajomość języka niemieckiego oraz nazwisko i miejsce urodzenia (Prusy). Pracował tam od końca 1940 do listopada 1943. W miejscu tym nawiązał kontakt z polską organizacją konspiracyjną, najprawdopodobniej z PAP. Przez więzienie to przetoczyły się setki oficerów, księży, nauczycieli, członków różnych organizacji konspiracyjnych, jak np. AK, PAP, Grunwald, Szare Szeregi. Przez te lata Mohn wykorzystywał swoje możliwości, aby pomagać polskim więźniom: opatrywał aresztantów, przynosił jedzenie, po które chodził do miasta pod pretekstem kupna jakiejś części do ciągle psującego się kotła, dawał instrukcje, co mają mówić podczas przesłuchań, przynosił grypsy, pocieszał, opatrywał rany po pobiciu, słabszych angażował do prac na świeżym powietrzu. Jan Mohn został aresztowany przez gestapo 2 listopada 1943, przy wyjściu z cmentarza, na którym odwiedził grób swojego syna. Przyczyną aresztowania było najprawdopodobniej zeznanie jednego z więźniów, który na skutek załamania podczas bicia, zdradził, że otrzymał za pośrednictwem tutejszego palacza ważną wiadomość. Mohna przetrzymywano i przesłuchiwano najpierw w Toruniu, a następnie w Gdańsku i Monachium. Był torturowany: bity go do nieprzytomności, a następnie cucony zimną wodą. Nie mogąc uzyskać od niego informacji, sprawę skierowano do najwyższego trybunału Obersten SS w Monachium. Po przesłuchaniach, które trwały kilkanaście tygodni, skazano go na śmierć. Odstąpiono jednak od wyroku, gdyż uważano, że może posiadać przydatne informacje. Odesłano go do obozu koncentracyjnego w Dachau, gdzie zmarł w maju 1945, tuż po wyzwoleniu obozu przez armię amerykańską.
18 marca 1946 roku Miejska Rada Narodowa w Toruniu uczciła pamięć działacza konspiracyjnego Jana Mohna, nazywając jedną z ulic jego imieniem. Na Centralnym Cmentarzu Komunalnym w Toruniu znajduje się symboliczny grób, który postawiły mu jego dzieci, gdyż ciało nigdy nie wróciło do Torunia.